# Carlo Camuzi
Carlo Camuzi (anche Camucio) (Tolmezzo, 20 giugno 1706 – Roma, 17 novembre 1788) è stato un patriarca cattolico italiano.

## Biografia
Il 28 ottobre 1756 fu nominato da papa Benedetto XIV vescovo di Capodistria e conte di Antignano. Resse la diocesi dal 1756 al 1776. Dopo la rinuncia al vescovato, fu nominato da papa Pio VI nel 1776 arcivescovo titolare di Tarso e nel 1781 patriarca titolare di Antiochia. Trascorse gli ultimi anni di vita a Roma, dove fu assistente al soglio pontificio e prelato domestico del papa.

## Genealogia episcopale
La genealogia episcopale è:
- Cardinale Scipione Rebiba
- Cardinale Giulio Antonio Santori
- Cardinale Girolamo Bernerio, O.P.
- Arcivescovo Galeazzo Sanvitale
- Cardinale Ludovico Ludovisi
- Cardinale Luigi Caetani
- Cardinale Ulderico Carpegna
- Cardinale Paluzzo Paluzzi Altieri degli Albertoni
- Papa Benedetto XIII
- Papa Benedetto XIV
- Patriarca Carlo Camuzi